# Raymond (Maine)
Pour les articles homonymes, voir Raymond.
Raymond est une localité du Comté de Cumberland dans l'état du Maine aux États-Unis.
Sa population était de 4 436 habitants en 2010.
On y trouve la WGME TV Tower, une antenne de télévision de 495 mètres de hauteur.